# Martiago
Martiago es un municipio y localidad española de la provincia de Salamanca, en la comunidad autónoma de Castilla y León. Se integra dentro de la comarca de Ciudad Rodrigo y la subcomarca de Los Agadones. Pertenece al partido judicial de Ciudad Rodrigo.
Su término municipal está formado por un solo núcleo de población, ocupa una superficie total de 47,36 km² y según los datos demográficos recogidos en el padrón municipal elaborado por el INE en el año 2017, cuenta con una población de 292 habitantes.

## Geografía
| Noroeste: La Encina                  | Norte: Pastores            | Noreste: Villarejo            |
| Oeste: Herguijuela de Ciudad Rodrigo |                            | Este: Agallas                 |
| Suroeste: El Sahugo                  | Sur: Cespedosa de Agadones | Sureste: Vegas de Domingo Rey |

## Historia
Los orígenes poblacionales de Martiago parecen situarse en la época vetona o romana, pues su nombre sería de origen celtorromano según las tesis de Llorente Maldonado y Barrios García. En todo caso, la piedra votiva romana aparecida en las obras de la iglesia de Martiago en 1950, así como otros restos romanos denotarían la existencia de población en la época romana en la localidad, hecho que se corroboraría en el entorno por la cercana existencia del Castro de Lerilla, habitado en época vetona y romana. Posteriormente, en la Edad Media, Martiago fue repoblada dentro de los procesos repobladores llevados a cabo en la zona por los reyes de León, quedando encuadrado en el Campo de Agadones de la Diócesis de Ciudad Rodrigo tras la creación de la misma por parte del rey Fernando II de León en el siglo XII. Con la creación de las actuales provincias en 1833, Martiago quedó encuadrado en la provincia de Salamanca, dentro de la Región Leonesa.

## Geografía humana

### Demografía
Cuenta con una población de 250 habitantes (INE 2024).
| Gráfica de evolución demográfica de Martiago entre 1842 y 2021                                                        |
| |
| Población de derecho según los censos de población del INE. Población de hecho según los censos de población del INE. |

Según el Instituto Nacional de Estadística, Martiago tenía, a 31 de diciembre de 2018, una población total de 285 habitantes, de los cuales 153 eran hombres y 132 mujeres. Respecto al año 2000, el censo refleja 380 habitantes, de los cuales 201 eran hombres y 179 mujeres. Por lo tanto, la pérdida de población en el municipio para el periodo 2000-2018 ha sido de 95 habitantes, un 25% de descenso.

## Véase también

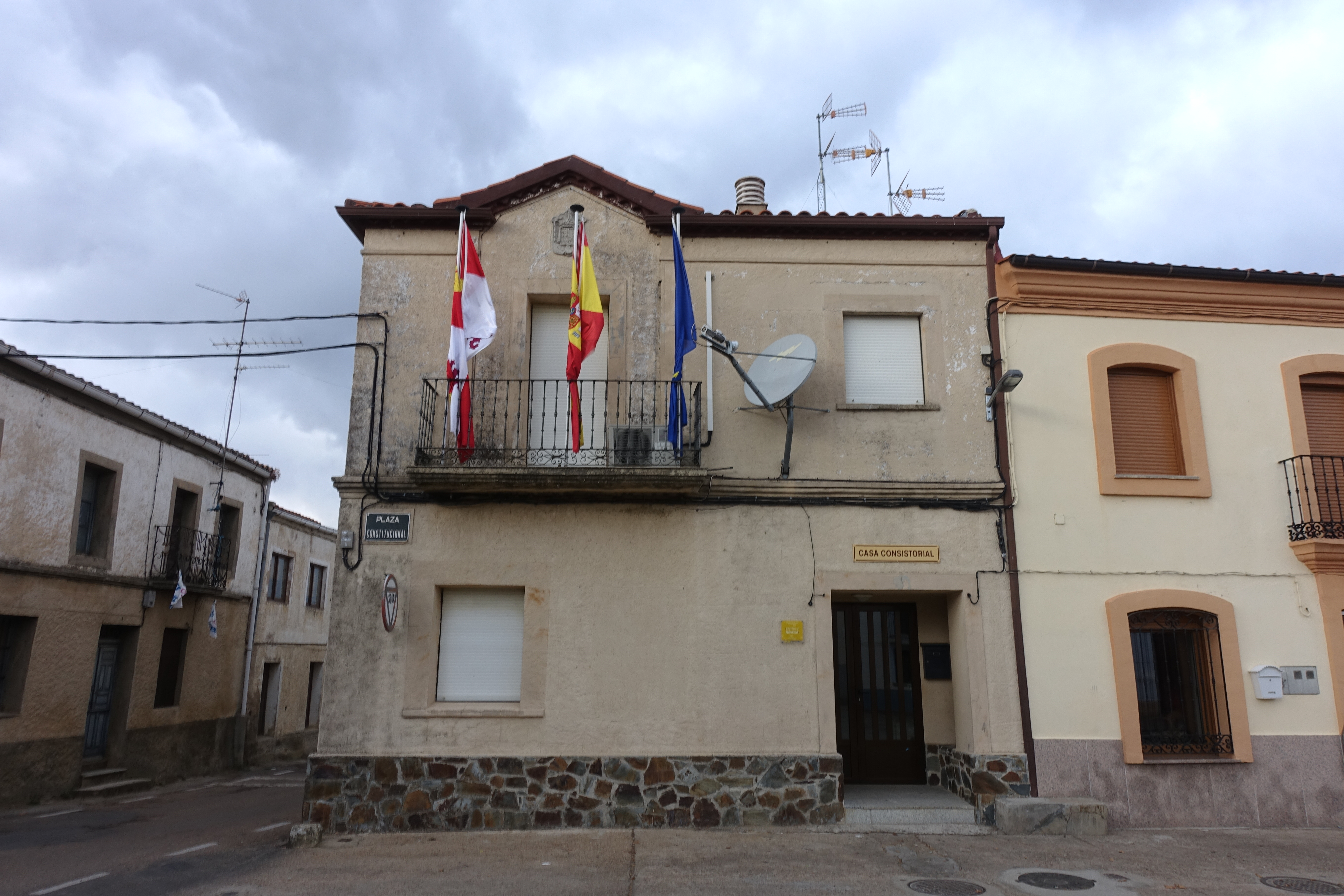
Casa consistorial

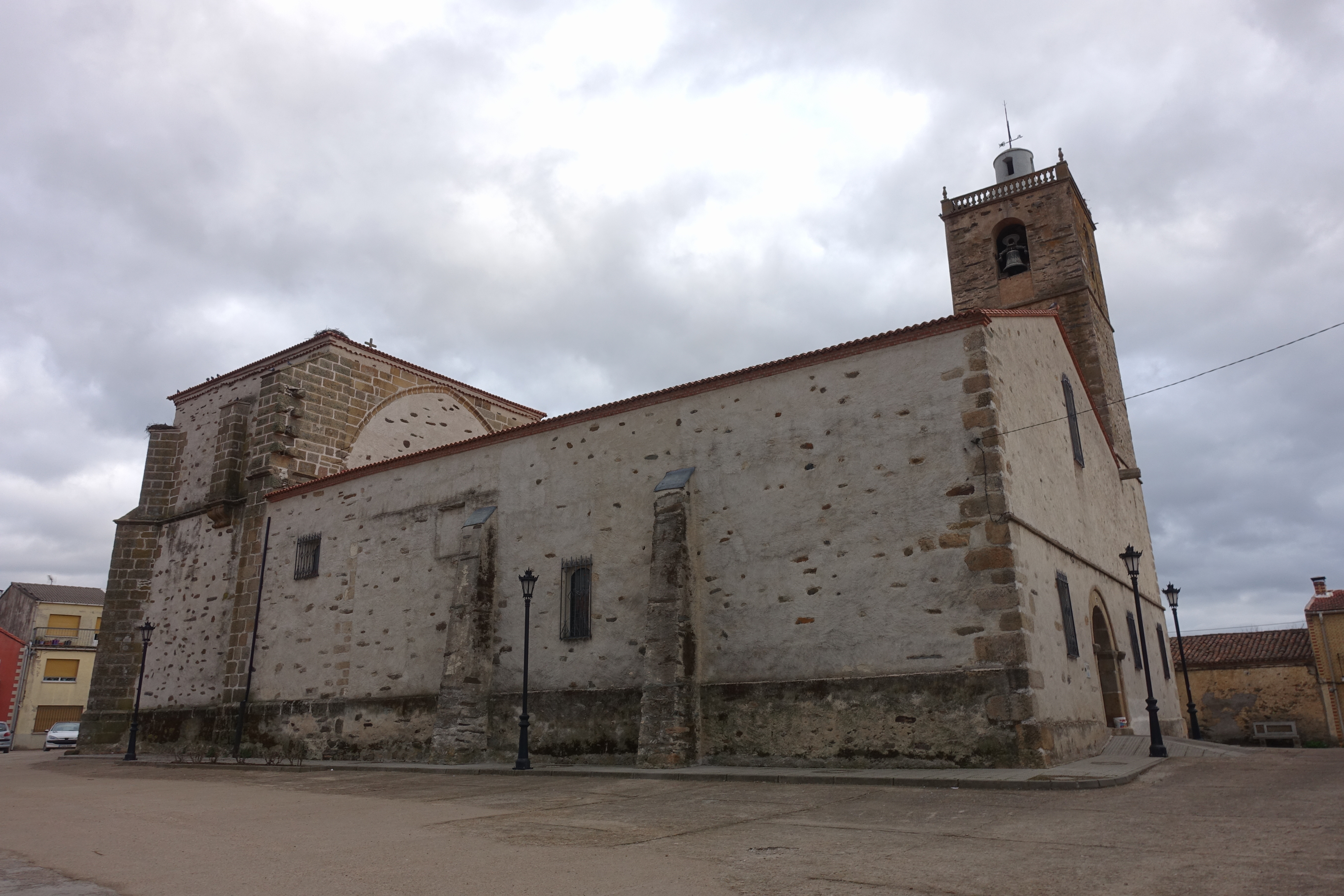
Iglesia de la Asunción

## Administración y política
| Partido político                         | 2019  | 2019  | 2019       | 2015  | 2015  | 2015       | 2011  | 2011  | 2011       | 2007  | 2007  | 2007       | 2003  | 2003  | 2003       |
| Partido político                         | %     | Votos | Concejales | %     | Votos | Concejales | %     | Votos | Concejales | %     | Votos | Concejales | %     | Votos | Concejales |
| Partido Popular (PP)                     | 63,26 | 136   | 5          | 59,29 | 150   | 4          | 57,73 | 168   | 4          | 62,22 | 196   | 5          | 74,82 | 211   | 6          |
| Partido Socialista Obrero Español (PSOE) | 33,95 | 73    | 2          | 39,53 | 100   | 3          | 41,58 | 121   | 3          | 34,29 | 108   | 2          | 22,70 | 64    | 1          |
| Unión del Pueblo Salmantino (UPSa)       | —     | —     | —          | —     | —     | —          | —     | —     | —          | 2,86  | 9     | 0          | —     | —     | —          |